# Val Ferret (Italia)
La Val Ferret (pron. fr. AFI: [val fɛʁɛ]) è una vallata alpina situata in Valle d'Aosta, a nord della conca di Courmayeur. Si colloca ai piedi del massiccio del Monte Bianco e ne costituisce, insieme alla Val Veny, il suo limite geografico orientale.

## Caratteristiche

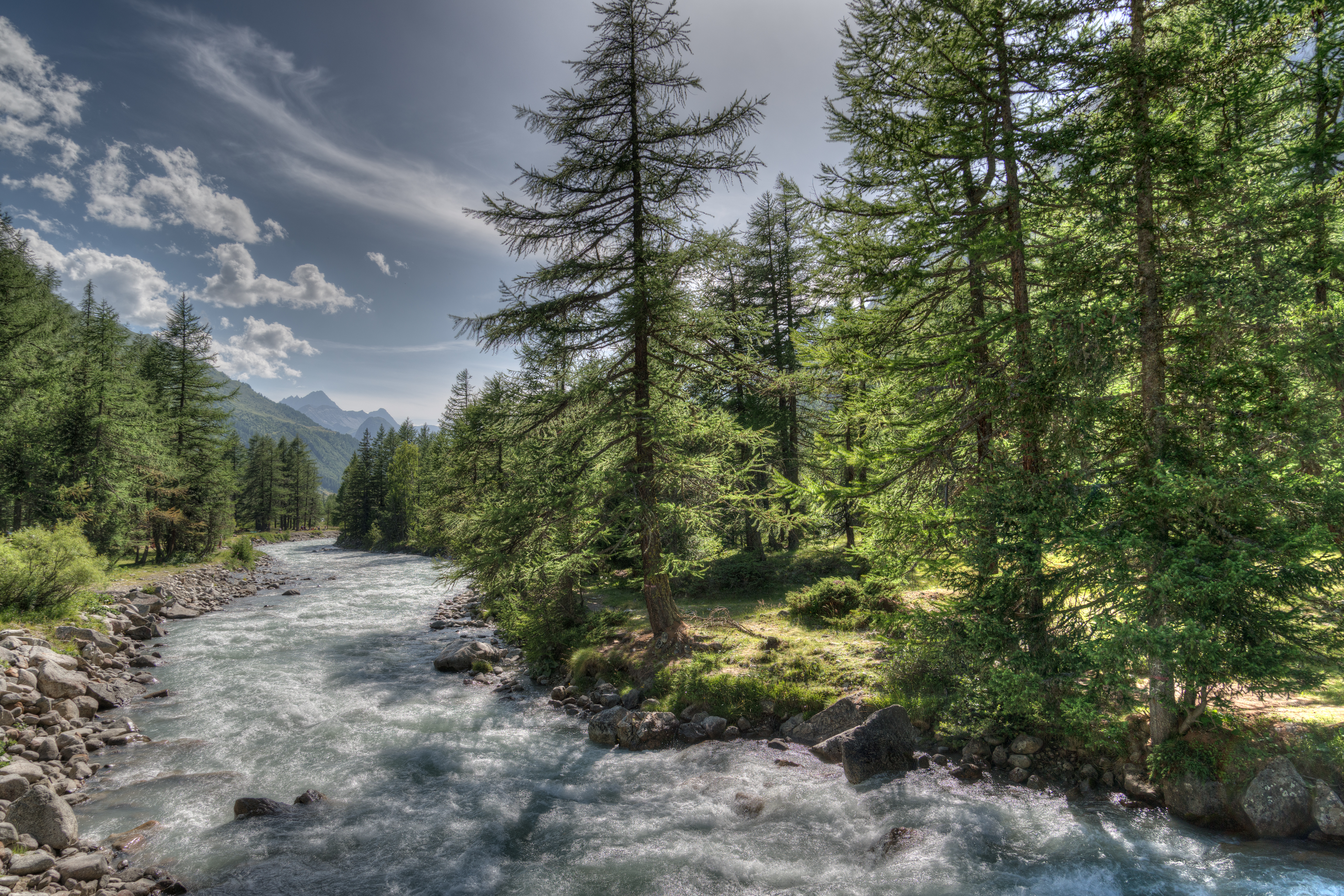
La Doire de Ferret

È attraversata dalla Doire de Ferret, affluente della Dora Baltea. Nella sua parte settentrionale è collegata alla Svizzera attraverso il Col Ferret (2.543 m).
La destra orografica si innalza verso i ghiacciai che scendono dalle vette del massiccio del Monte Bianco; la sinistra orografica è più dolce e boscosa. Salendo verso l'alta valle in sinistra orografica si aprono in sequenza i valloni di Arminaz, di Malatra e di Belle-Combe.
In estate è il paradiso per gli amanti di hiking, trekking, golf e pesca sportiva, e lungo il suo percorso si incontrano in valle numerosi pascoli di vacche, dal cui latte viene prodotto il formaggio tipico locale, la fontina. In inverno, invece, la valle diventa meta di molti sciatori in quanto essa si trasforma in una lunga pista per lo sci di fondo, oltre che regno per gli amanti delle ciaspole e delle snow bike. Fa parte dell'Unité des Communes valdôtaines Valdigne-Mont-Blanc.

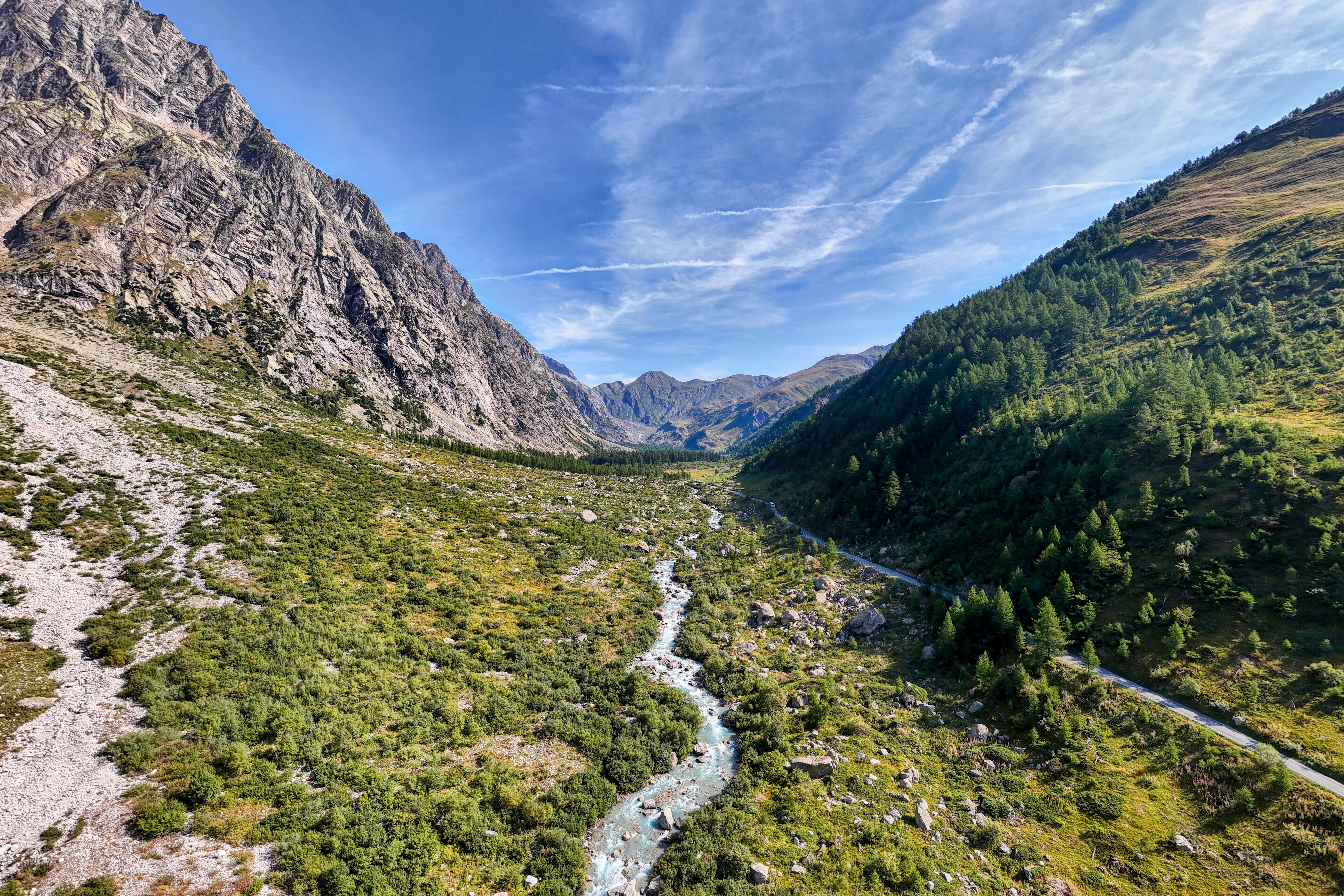
Vista a monte della Val Ferret italiana.
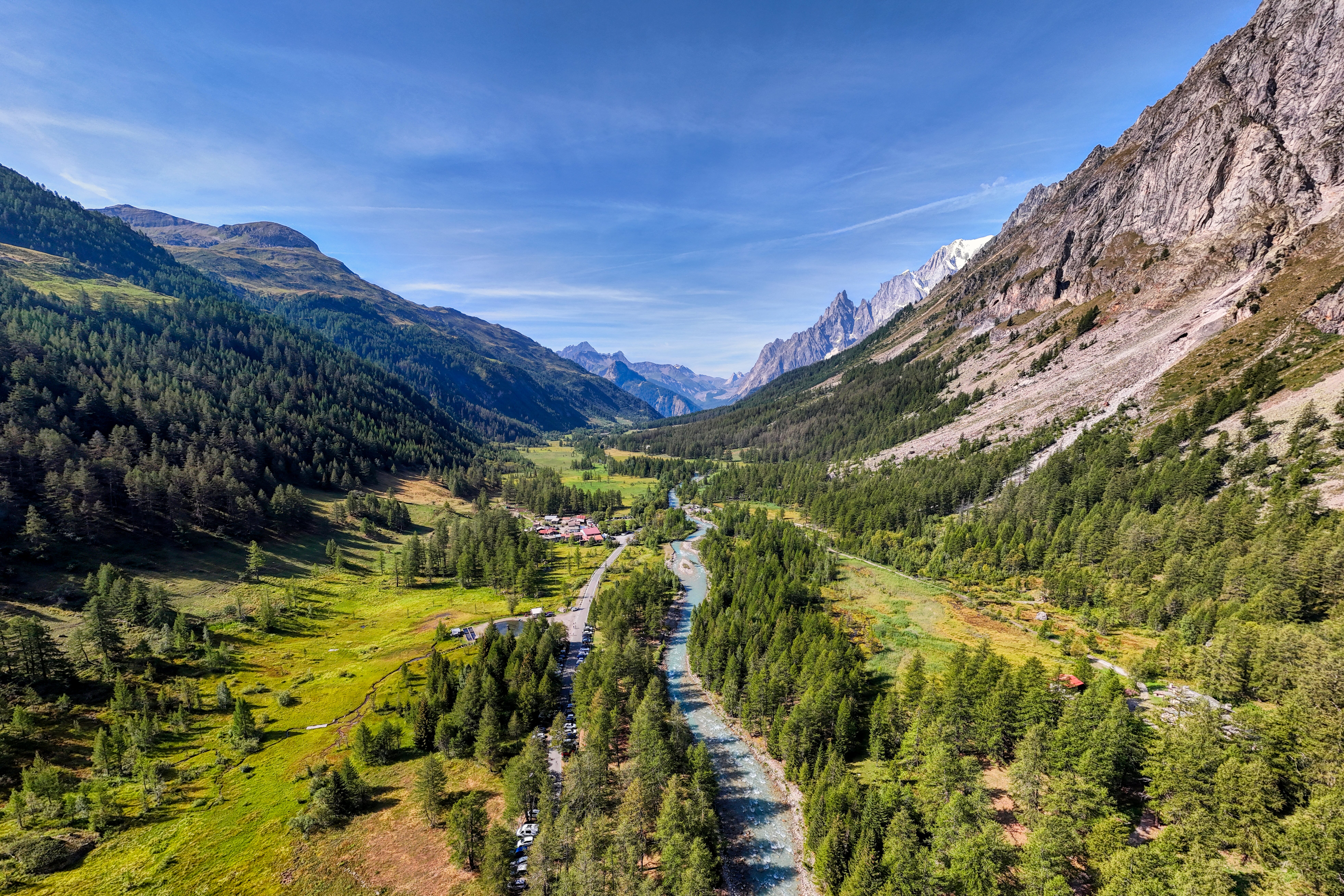
Vista a valle della Val Ferret italiana.

## Località

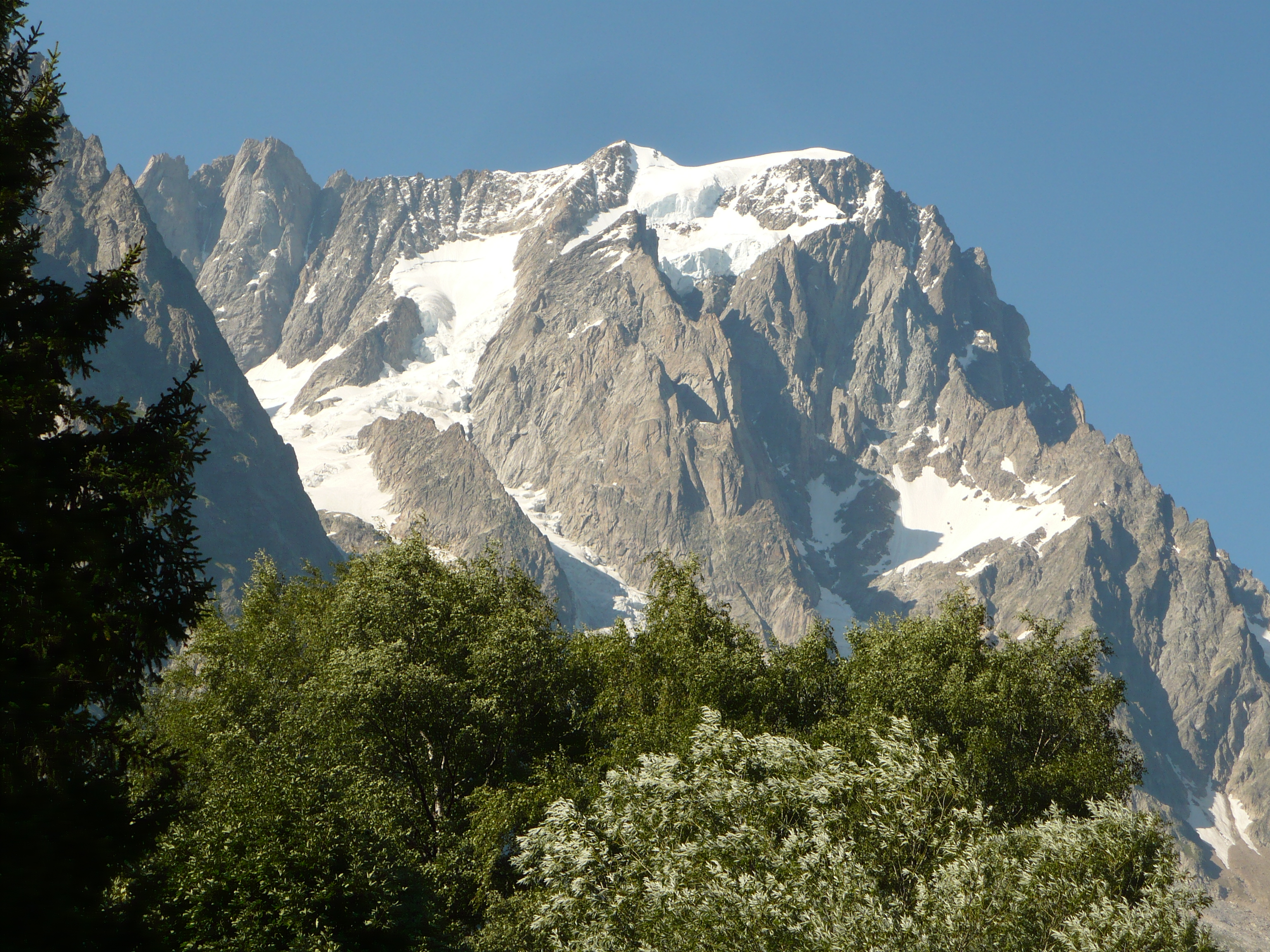
Grandes Jorasses

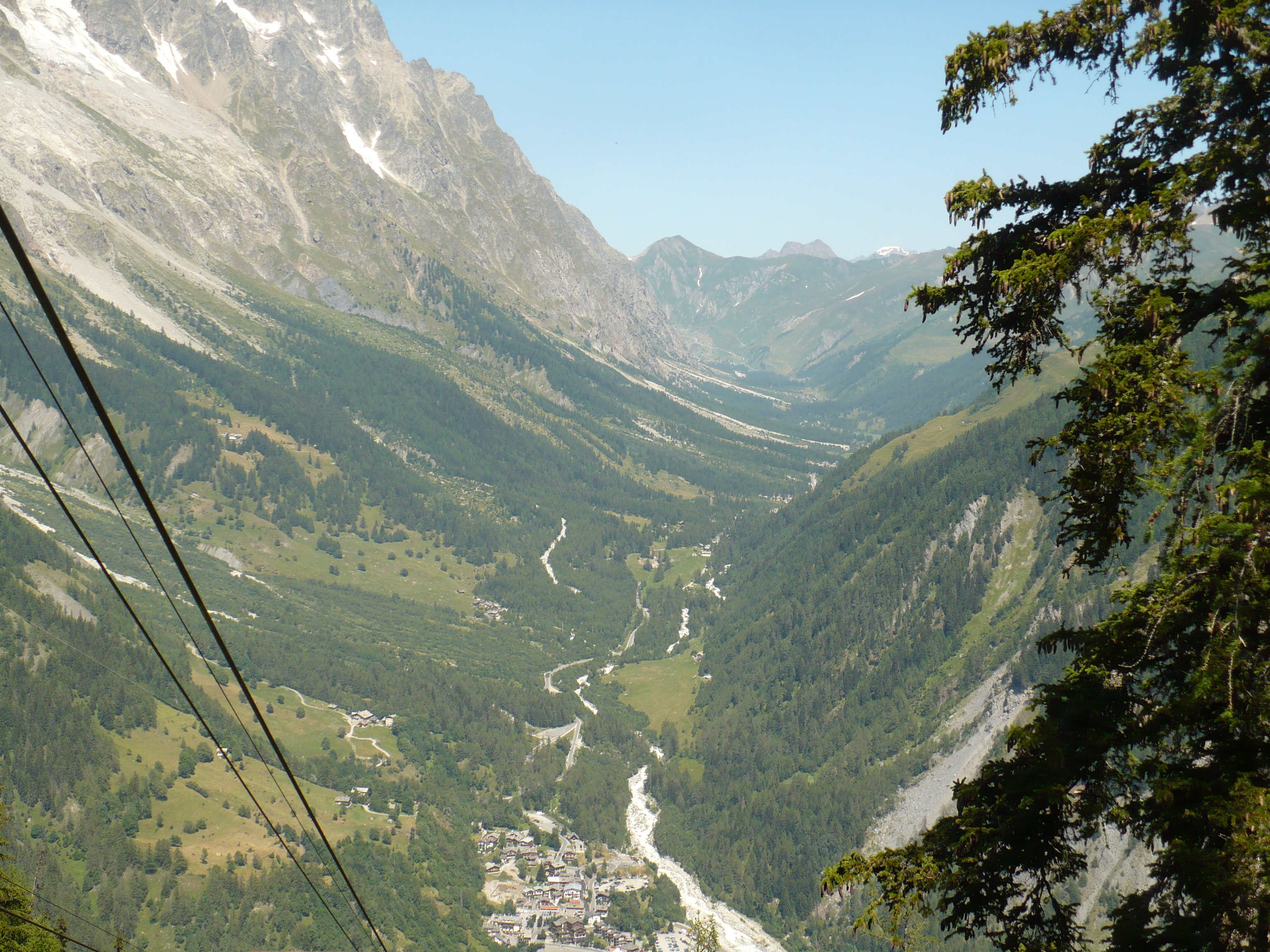
La Val Ferret vista dal Pré De Pascal. In basso, la frazione La Palud.

La Val Ferret conta 4 località:
- Planpincieux
- Pra Sec
- Lavachey
- Arp Nouva (Arnouvaz)

## Vette
Percorrendo la valle, sulla sinistra, sfilano alcune delle più alte e maestose cime delle Alpi del Monte Bianco:
- Dente del Gigante - 4013 m (Gruppo di Rochefort)
- Grandes Jorasses - 4208 m (Gruppo delle Grandes Jorasses)
- Aiguille de Leschaux - 3759 m (Gruppo di Leschaux)
- Aiguille de Talèfre - 3730 m (Gruppo di Leschaux)
- Aiguille de Triolet - 3874 m (Gruppo di Triolet)
- Mont Dolent - 3819 m (Gruppo del Dolent).

## Rifugi e bivacchi

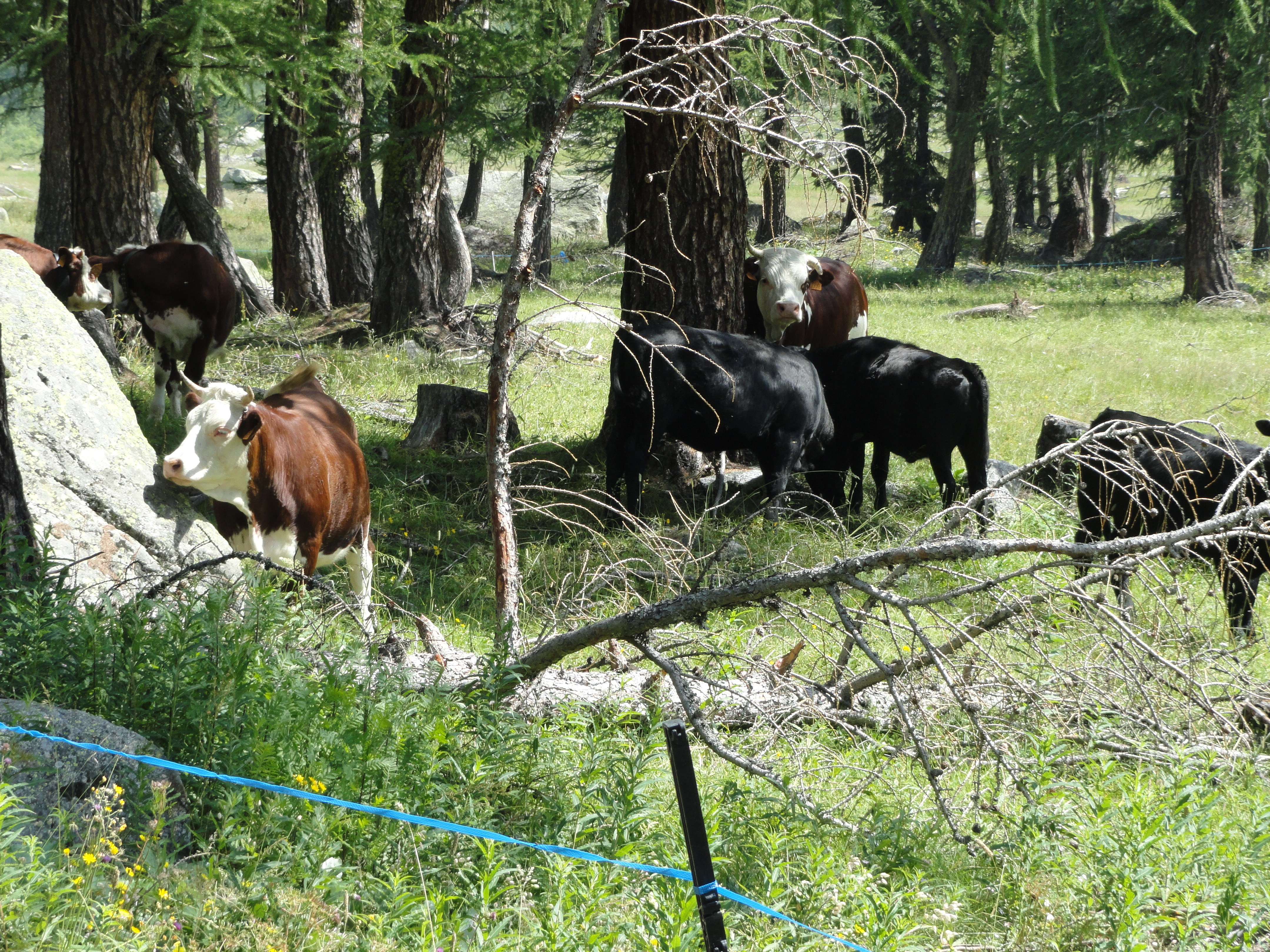
Uno dei tanti pascoli che si incontrano lungo la valle.

La valle, essendo collocata ai piedi del massiccio del Monte Bianco, è ricca di diversi rifugi e bivacchi:
- Rifugio Torino - 3.375 m
- Rifugio Boccalatte - 2803 m
- Rifugio Cesare Dalmazzi al Triolet - 2590 m
- Rifugio Elena - 2062 m
- Rifugio Walter Bonatti - 2025 m
- Rifugio Giorgio Bertone - 1.979 m
- Bivacco Ettore Canzio - 3810 m
- Bivacco Mario Jachia - 3264 m
- Bivacco Comino - 2430 m
- Bivacco Giusto Gervasutti al Fréboudze - 2835 m
- Bivacco Cesare Fiorio - 2780 m

## Area protetta

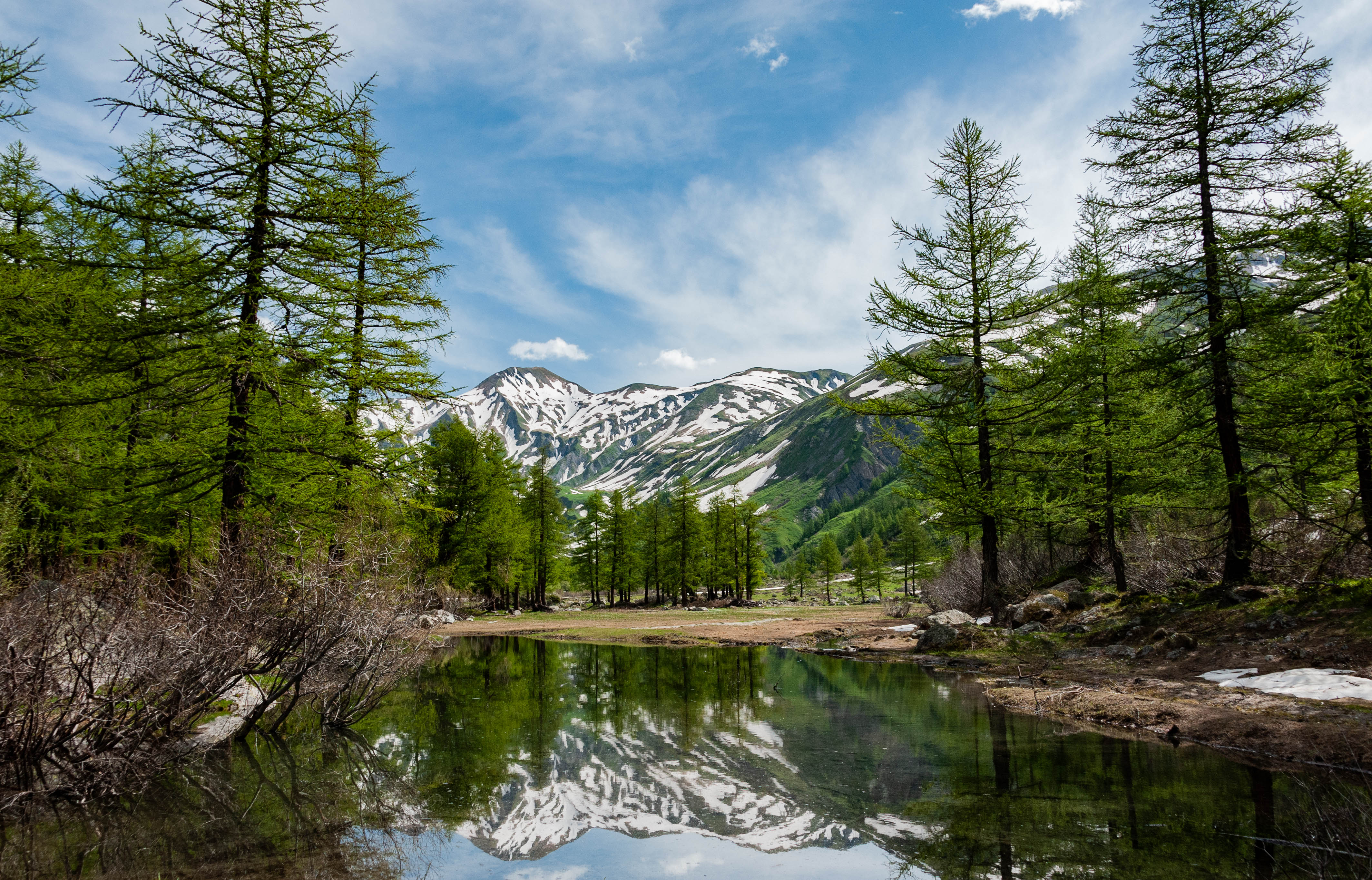
Talweg della Val Ferret.

9093 ettari della Val Ferret sono riconosciuti zona di protezione speciale (cod. ZPS IT1204030), mentre 120 ha del talweg della Val Ferret sono sito di interesse comunitario (cod. SIC IT1204032).